# 田秀涓
田秀涓（1917年—2006年），河北完县人，中华人民共和国政治人物。
担任河北省民主妇女联合会主任。1954年，当选第一届全国人民代表大会代表。